# Kabushiki gaisha
Compañía de bolsa  (en japonés: 株式会社, Kabushiki gaisha) es un tipo de empresa (会社 Kaisha?) definida bajo la ley japonesa. El término se podría traducir como «sociedad por acciones».

## Uso en el idioma
En muchos casos la palabra Kaisha cambia a Gaisha debido al rendaku, un fenómeno morfofonológico de la lengua japonesa. La explicación lingüística de por qué existen estas dos formas es la siguiente: Cuando las palabras compuestas en el sonido inicial no tienen voz japonesa, la segunda parte de la palabra es la voz si el compuesto es percibido como una unidad. La acuñación de la palabra se da durante la modernización de Japón en la era Meiji, y Kabushiki Kaisha se abrevia en letras latinas KK y Kabushiki gaisha con se abrevia con "KG". La forma expandida de K todavía es utilizado por algunas empresas, y difundido en la literatura jurídica inglesa.
El término se puede usar como prefijo (ej. Dentsu Inc. (株式会社電通 Kabushiki-gaisha Dentsū?)) o sufijo (ej. Nintendo Co., Ltd. (任天堂株式会社 Nintendō Kabushiki gaisha?)).
Muchas empresas japonesas traducen el término al inglés como "Co., Ltd." mientras que otros usan los términos "Corporation" o "Incorporated".  Los textos en inglés a menudo se refieren a Kabushiki gaisha como "sociedad anónima"; si bien esto está cerca de una traducción literal del término, los dos no son lo mismo. El gobierno japonés aprobó previamente la «sociedad anónima» como una traducción oficial pero ahora utiliza la traducción literal "compañía por acciones"

## Historia
La primera Kabushiki gaisha fue el Daiichi Kokuritsu Ginko (第一国立銀行?   "primer banco nacional" de Japón), que se forma en 1873 (ahora forma parte de Mizuho Ginko).

## Educación
La nueva ley corporativa eliminado este proceso disminuye el control de registro y reduce el capital necesario para ¥ 1. Así, el establecimiento de un KK costará ¥ 240.000 (unos 2000 USD) en impuestos y cuotas de inscripción.